# Blatnice (Třebíči járás)
Blatnice település Csehországban, a Třebíči járásban. Blatnice Zvěrkovice, Moravské Budějovice, Jaroměřice nad Rokytnou, Bohušice és Lukov településekkel határos. Lakosainak száma 362 fő (2024. január 1.).

## Népesség
A település lakosságának változását az alábbi diagram mutatja:
| Lakosok száma | 421  | 504  | 471  | 444  | 416  | 383  | 375  | 361  | 355  | 362  |
|               | 1869 | 1890 | 1921 | 1950 | 1980 | 2001 | 2017 | 2019 | 2022 | 2024 |